# 宅麻仁
宅麻 仁（たくま じん、本名：小木曾 仁史 おぎそ ひとし、男性、1964年5月14日 - ）は、兵庫県出身のタレント、パーソナリティ。所属事務所はぺんたくと。

## 来歴・人物
兵庫県出身、A型。タレント、ラジオ番組のパーソナリティ。主に関西地方を中心に活動。Kiss-FM KOBEでラジオドラマや番組のパーソナリティとして出演するほか、テレビ番組やCMなどのナレーション、イベントの司会等も担当している。関西以外でも活躍している。1999年3月までFM-FUJIのDJとして活躍した。
番組オープニングの挨拶は「こんにんわ！」（こんにちは＋こんばんわ）、「おはにちわ!」（おはよう＋こんにちは）を使うことが多い。
普通自動車免許、小型船舶四級の資格あり。

## 主な仕事

### ラジオ番組

#### ラジオドラマ
- バール・サンドリオン（Kiss-FM KOBE）
- ドラマヴォックス（Kiss-FM KOBE）

#### パーソナリティ
- 日本ハムKiss Sound Pia（Kiss-FM KOBE）
- SUNSHINE BREEZE（FM-FUJI。(初登場日不明)～1999年3月27日の最終回まで担当）
パートナー／田中なつこ→江崎エツコ
- RADIO-izm（同。1996年4月5日～1999年3月26日、金曜日を担当）
他曜日のDJ／(月・火)島田奈央子→高岡あや→みんしる(水・木)近田和生→奥居俊二
金曜日の後任DJ／宮沢光邦(1999年4月2日～9月24日)

など

### テレビ出演
- 情報缶詰P-KAN（びわ湖放送）

### ナレーション

#### テレビ番組
- ワールドコレクション（毎日放送）
- 世界イイモノ探し旅（毎日放送）
- 紳助の人間マンダラ（関西テレビ）
- たうんナビ!（関西テレビ）
- フィールサーチ（関西テレビ）
- LA-LAバイク・パラダイス（テレビ大阪）
- 全日本MFJロードレース（テレビ大阪）
- 食楽!ちゃいなまんま!（東海テレビ）
- パラキャラ（岐阜放送）

ほか

#### コマーシャル
- シャープ「電子手帳」
- 学生援護会「an」
- ヤマハ「ヤマハエレクトーン教室」
- ホンダ・プリモ

ほか

### イベント
- 鈴鹿サーキット MINEサーキット(2輪・4輪)
- APSワールドツアー プロサーフィン世界選手権
- ワールドカップシリーズ 国際トライアスロン大会
- 関西ウォーカーイベント
- NTTドコモ モバイラーズビーチ

ほか

## 番組でのエピソードなど
FM-FUJIの番組ではスタジオのある山梨県甲府市へ向かうため、JRの特急ふじかわ号を利用して長距離通勤していた。元々同局では県外在住者の出演が多いものの大阪府在住の宅麻の場合は最遠級である。この関係で連日の病欠や遅刻が発生している。一方で代役を引き受けたこともある。
1996年7月19日放送「J-TOP20」で、パーソナリティのあいざわ元気が急病で番組を休むことになり、急遽DJを担当することになった。
1996年9月20日放送の「RADIO-izm」に体調不良で出演できなかったことがスケジュールに響き、“前乗り”で出演していた翌21日放送の「SUNSHINE BREEZE」と連続して休演せざるを得なくなった。20日は「izm」水・木曜担当の近田和生、21日は「WEEKEND Hi!」担当の大森庸雄がそれぞれ代役を務めた。
1997年1月17日には「RADIO-izm」の生放送に45分遅刻。交通事情が理由らしいが、当の宅麻は到着するなり、放送内で「買物に行ってました」とサラリと交わした。ちなみに番組開始から本人到着までの間は前枠の「SOUND SPEC.」金曜日担当の西本淑子がつなぎで担当した。
自ら司会した生放送のテレビ番組において、映画情報のコーナーで『ホワイトハウスの陰謀』という映画を紹介する際『ホワイトハウスの陰毛』と紹介し、顰蹙を買う一幕があった（このことは後日「RADIO-izm」内で自ら語っている）。